# André Kaminski
André Kaminski (ur. 19 maja 1923 jako Andrzej Henryk Kaminski w Genewie, zm. 12 stycznia 1991 w Zurychu), szwajcarski pisarz, reżyser i dziennikarz polskiego pochodzenia. Mieszkał w Polsce przez 18 lat (1950-1968).

## Życiorys
André Kaminski urodził się w rodzinie żydowskiej, był synem aptekarki i psychiatry polskiego pochodzenia. Jego rodzice byli przekonanymi komunistami i tak też wychowali syna. Lata dziecinne i młodzieńcze Kaminski spędził w Zurychu, studiował historię na uniwersytetach w Zurychu i w Genewie. W roku 1947 uzyskał tytuł doktorski na uniwersytecie w Zurychu z zakresu historii Kościoła, habilitował się pracą o tematyce historii rolnictwa. Był wykładowcą na uniwersytecie w Genewie. W roku 1950 zrezygnował z pracy i jako przekonany komunista wyjechał wraz z żoną do Polski. 
W Polsce pracował jako dziennikarz i kierownik literacki; napisał po polsku 30 sztuk teatralnych i słuchowisk. Kilkakrotnie otrzymał nagrody literackie Komitetu Polskiego Radia i Telewizji (1958, 1963, 1966). Przez kilka lat był polskim korespondentem zagranicznym i przebywał w Maroku i Algierii. Po wypadkach marcowych w roku 1968 został wydalony z Polski; wyjechał do Izraela, ale po roku powrócił do Szwajcarii. Mieszkał w Zurychu, gdzie pracował dla telewizji. Jest m.in. współautorem scenariusza do filmu Trilogie 1848 - Der Galgensteiger (1978).
W ostatnich latach życia zaczął pisać powieści o charakterze autobiograficznym (Kibic) i rodzinnym (Przyszłego roku w Jerozolimie), charakteryzujące się tempem, ironią i dowcipem. Obie cieszyły się wielkim sukcesem, co umożliwiło Kaminskiemu niezależną finansowo egzystencję pisarza nie związanego pracą etatową. 
W roku 1987 Kaminski otrzymał nagrodę za najlepszy debiut - Mara-Cassens-Preis przyznawaną przez Dom Literatury w Hamburgu, a w roku 1990 nagrodę honorową Zurychu.
Kamiński jest w Polsce dość mało znany. Na polski zostały przetłumaczone dwie jego powieści: Przyszłego roku w Jeruzalem i Kibic.

## Twórczość
- Der Irrtum des Archimedes, Kassel-Wilhelmshöhe 1970.
- Paß nach drüben, Kassel-Wilhelmshöhe 1970.
- Verdammte dieser Erde, Zürich 1970.
- Die Gärten des Mulay Abdallah, Neun wahre Geschichten aus Afrika, Frankfurt am Main 1983, ISBN 3-518-37430-3.
- Herzflattern, Frankfurt am Main 1984.
- Nächstes Jahr in Jerusalem, Frankfurt am Main 1986 (wyd. pol. Przyszłego roku w Jeruzalem, Kraków 1999).
- Schalom allerseits, Frankfurt am Main 1987, ISBN 3-518-38137-7.
- Kiebitz, Frankfurt am Main 1988 (wyd. pol. Kibic, 1995).
- Adam, Eva und die Dampfwalze, Berlin 1990.
- Flimmergeschichten, Frankfurt am Main 1990.
- Der Sieg über die Schwerkraft und andere Erzählungen, Frankfurt am Main 1990.